# 마스터 키튼
마스터 키튼(MASTERキートン)은 냉전 시대의 국제 사회 정세, 고고학과 박물학, 그리고 주인공 타이치 키튼이 맞닥뜨리는 인물들의 개성이 매우 섬세하고 우수한 터치로 그려진 일본만화이다. 권선징악의 뻔한 틀을 벗어나 악역들 역시 휴머니즘에 입각한 입체감 있는 캐릭터로 묘사된다. 카츠시카 호쿠세이(勝鹿北星)가 초반, 나가사키 타카시(長崎尚志)가 후반 스토리 라인을 맡고, 우라사와 나오키(浦沢直樹)가 그림을 맡아 1988년부터 1994년까지 쇼가쿠칸(小学館) '빅코믹오리지날'에 연재됐다. 역시 빅코믹스에서 전 18권으로 단행본이 출시된 바 있는데 현재 일본 내의 모든 단행본은 회수돼 절판 중이다. 번외편으로 우라사와와 카츠시카의 이름으로 된 '키튼 동물기(キートン動物記)'가 있다. 빅코믹스오리지날誌 2012년 4월 5일 호부터 리터치된 리마스터 본이 부정기적으로 연재되고 있다. 한글로도 번역되어 한국에 대원씨아이에서 단행본으로 출간되었다(전 12권). 주 독자 층은 20, 30대의 남성층이다. 대한민국에서는 1995년 대원씨아이의 성인 만화잡지인 투엔티세븐에 연재되었다가 1998년에 동사의 청소년 만화잡지인 영챔프로 이동 연재하였는데 이 때부터 고등학생 이상 청소년이 독자층임을 고려하여 성인지 시절의 내용을 일부 수정하여 연재하였다. 그 당시 영챔프에서 한국만화인 불문율이 연재되고 있는데 불문율과 맞교환 형식으로 동사의 투엔티세븐으로 이동하고 그 자리에 마스터 키튼이 이동연재되었다.

## 줄거리
로이즈 보험회사의 보험조사원인 히라가 키튼-타이치(平賀 キートン・太一)는 중학생 딸이 있는 이혼남이다. 옥스퍼드 대학을 졸업한 고고학자이면서, 전 SAS(영국육군특공대) 서바이벌 교관이기도 했다. 포클랜드 전쟁과 이란대사관 점거사건에서 부사관으로 활약한 전력이 있다. 로이드 보험조사원의 일 외에도 키튼과 그의 파트너 다니엘 오코넬은 런던에서 자체적인 보험조사기관을 운영하고 있다. 그는 보험조사원으로써 상당한 성공을 거두고 있지만, 그의 꿈은 어디까지나 도나우강에서 존재했던 고대 유럽 문명에 대한 자신의 가설 입증을 위해 조사와 연구를 계속하는데 있다. 키튼 본인은 고고학에 전념하고 싶지만, 생활이 되지 않는 것은 물론 유적 발굴비용을 마련하기 위해 보험조사원 일을 하고 있다. 과거의 이력 때문에 위험한 의뢰가 많이 들어온다.

## 등장 캐릭터
(성우 이름은 일본 애니메이션 판 캐스팅. 우라사와는 등장 캐릭터 이름에 실존인물 패러디를 즐겨한다.)
히라가 키튼 타이치(平賀 キートン・太一)
{성우- 이노우에 노리히로(井上倫宏), 아역은 미야자와 유키스에(宮田幸季)}
한국판 성우 : 故 오세홍(1951 ~ 2015)
동물학자인 아버지 타이헤이(太平)와 영국 콘월 지방의 명문 키튼家의 외동딸인 패트리샤 키튼 사이의 혼혈. 국적은 영국. 명문 사립 이튼 스쿨 졸업후, 옥스퍼드 대학에 진학한 엘리트.
일본인 부친과 영국인 모친 사이에서 태어난 혼혈로 외모는 부친과 같은 일본인의 외모를 가지고 있으면서 어머니의 영향으로 서구적인 면모도 있는 편으로 전형적인 동양인 외모를 가진 인물이다. 이러한 외모 때문에 한때 유럽의 극우성향 백인들로부터 동양인이라는 비하를 당하기도 하였지만 의외로 이라크에 잠입했을 때는 이러한 동양인의 외모 때문에 잠입에 성공하는 사례도 있다.
로이즈 보험회사의 보험조사원 일이 주업이면서, 유적 발굴에 필요한 돈을 모아가며 고고학과 교수 자리를 찾고 있다. 초반 설정으로는 일본에서 대학강사로서 일하고 있는 모습도 그려지고 있으나, 스토리가 진행되면서 점차 보험인으로서 탐정일에 몰두하게 된다. 본인의 바램은 은사인 유리 스코트 교수의 <서구 문명 도나우 기원설>을 증명하는 것이다. 탐정일은 발굴 조사 비용을 마련하고 생활을 하기 위한 것일 뿐이다. 그래서 자신의 직업을 소개할 때는 '무직'이라고 말한다. 스토리상 구직활동을 하는 모습이 많이 그려진다. 고고학 뿐 아니라 박물학적인 지식도 대단하다. 극중에는 일,영,독,프,이탈리아,스페인,러시아 어등 외국어에 통달해, 여러개의 언어를 네이티브 수준으로 구사한다는 설정이다. 아랍 어나 루마니아 어같은 마이너한 언어도 대충 뜻을 아는 것으로 그려진다.
고향에 있을 때 외에는 심지어 발굴작업 중에도 늘 수트 차림이며 탐정일이든 고고학이든 단서가 될만한 것들을 스스럼없이 주머니에 넣는 습관이 있다. 미식가에 단 것을 좋아해 딸 유리코에게 늘 잔소리를 듣는다. 탐정일은 몸을 함부로 굴려야 하는 위험한 의뢰가 많지만, 딸은 아버지 직업이 단순 사무직이라고만 알고 있다. 심지어 자기가 부상을 입는 경우에도 계단에서 굴렀다는 거짓말을 딸에게 천연덕스럽게 한다.
옥스퍼드 대학교 베일리얼 칼리지(Balliol college) 재학 중 일본인 유학생 동기로 만난 수학과 출신 부인과 이혼 경력이 있다. 아버지 타이헤이도 똑같이 돌싱이다. 부인과 젖먹이 아이를 두고 이혼하면서 대학을 휴학하고 영국 육군에 자원 입대했다.SAS 특수부대에 배치된 그는 많은 전공을 쌓고 서바이벌 교관으로 근무한다. 군은 그를 사관생도로 발탁하려 하나, 조직 생활에 자신이 맞지 않는 것을 깨닫고 명예 제대하게 된다. 그의 서바이벌 교관 경력과 포클랜드 전쟁 참전 용사로서 영국 정부의 특수 예비역 명단에 올라있다. 또한 걸프 전쟁 때 영국정부에게 의뢰를 받고, 영국 왕족 구출 명령을 수행하기 위해 이라크로 잡입하기도 한다.
보기에는 유약하나 위급한 순간에 테러리스트나 범죄 조직을 상대로 숙련된 전투력을 보여준다. 무기를 휴대하지 않아도 현장에서 만들어내 목숨을 지킨다. 에피소드 중에는 고고학적 지식을 응용해 아프리카나 중동 부족, 혹은 신석기 시대 전사들이 쓰던 무기를 즉석에서 재현하기도 한다. 사막이나 눈보라 등 몸을 지키기 어려운 극한 상황에서도 서바이벌 교관답게 극복해나간다.
히라가 타이헤이(平賀太平,마스터 키튼의 친부)
{성우 - 나가이 이치로(永井一郎)}
한국판 성우 : 온영삼
태평한 성격의 동물학자 할아범. 젊은 날 영국인 아내와 사이에 타이치를 얻고 헤어졌다. 타이스케란 이름의 차우차우 믹스견과 여러 마리의 반려동물을 기르고 있다. 젊은 여성에게 손버릇이 나쁜 한량끼 많은 캐릭터이나 에피소드 중에는 주인공 타이치를 방불케하는 활약도 보여준다. 나이값을 못하는 호색한이라 손녀 유리코를 곤란하게도 하며, 동물학자적 지식을 이용해 경마에 매진하는 등 스태미너 만점의 노인이다. 기본적으로 일본에 살지만 타이치가 사는 런던에 불쑥 나타나기도 한다. 요코하마시의 슬럼 가에서 자라 살벌한 약육 강식 세계의 인간 군상들 속에서 단련됐다고 자랑처럼 말한다. 보통은 노망난 할배처럼 굴다가 가끔 멋진 모습을 보여주기도 한다. 원래 태평양 전쟁 참전자로서 전혀 그런 티를 안낸다는 점에서는 아들과 닮아있으나 불의한 일을 보면 원래 성격이 나온다고.
히라가 유리코(平賀百合子)
{성우 - 쿠와시마 호우코(桑島法子)}
한국판 성우 : 이자명
타이치의 딸. 중학생으로 등장해서 에피소드상 시간이 흘러 고등학생이 된다. 엄마를 닮아 콧대가 높고 현실적인 면과, 아버지를 닮아 성실하고 휴머니스트 적인 면을 모두 가진 똑똑한 소녀로 그려진다. 아빠인 타이치가 사람이 좋아 맨날 당한다고 생각하는 모양이라 아빠 일에 사사건건 참견한다.
유리코의 이름은 타이치가 은사 유리 스코트의 이름을 딴 것이다.
아빠처럼 옥스퍼드 대학 진학을 목표로 하고 있다.
다이스케(太助)
타이헤이 할아범이 기르는 믹스견. 얼굴에 엑스자 모양의 흉터가 있다. 유기견 신세였던 것을 타이헤이가 구했다. 얼핏 못생긴 바보개 같다가도 냄새와 소리에 굉장히 민감해 타이헤이 할아범이 사건을 해결하는 데 항상 큰 도움을 준다. 짖는 소리가 멍멍이 아니라 바우바우하고 짖는다.
챨리 채프먼(チャーリー・チャップマン)
{성우 - 스가하라 타카시(菅原正志)}
한국판 성우 : 노민
타이치의 이튼 스쿨 동기로 유명탐정. 큰 덩치를 자랑하는 이탈리아계 영국인이다. 항상 타이치를 라이벌로 의식하며 늘 그를 '하프 일본인'이라 부른다. 빠른 사건해결을 모토로 하기 때문에 항상 자신의 추리를 의심하는 친구 타이치를 몰아붙이나, 마음 깊은 곳에선 타이치의 배짱과 배포를 인정하고 있다. 항상 타이치보다 한 수 모자란 추리력이 아쉽다. 덩치에 어울리지 않게 마마보이이면서도, 소위 금사빠(금방 사랑에 빠지는)라 복잡한 여자 관계 때문에 어머니에게 야단맞는게 일이다. 자기 모친보다 요리를 잘하는 여성을 만나면, 금방 사랑의 스위치가 켜진다.
다니엘 오코넬(ダニエル・オコンネル)
{성우 - 츠지 야하치(辻親八)}
한국판 성우 : 유해무
타이치 탐정사무소의 공동경영자. 타이치와 가장 절친으로 서로 눈빛만 봐도 통한다. 런던 베이커 스트리트에 탐정 사무실을 꾸리는 데 그의 공이 컸다. 여성에게 약해 꼼짝을 못하나, 여성의 패션에 돌직구를 날리는 미의식도 가지고 있다. 인생의 모든 것을 달관한 듯한 면을 가지고 있다. 어디서 구해오는지 난이도 극악의 임무를 항상 들고와 타이치에게 몇 대 쥐어박힌 적도 많다. 타이치가 난제를 풀어나가는데 음지에서 도우는 조력자이면서도, 타이치가 비싼 연구교재를 산다든지 월급을 가불할 때마다 칼같이 타이치의 보수를 계산해 깎는 기브앤테이크 관계이다. 리마스터(Reマスター) 판에서는 탐정사무소를 그만둔 설정임에도 늘 그렇듯 난이도 극악의 일감을 따와서 타이치에게 안긴다.
유리 스코트(ユーリー・スコット)
{성우 - 호리 카츠노스케(堀勝之祐)}
한국판 성우 : 탁원제
옥스퍼드 대학의 고고학 교수. 타이치의 은사이면서, 타이치에게 배움의 즐거움과 연구의 즐거움을 가르쳐줬다. 주옥같은 격언을 수없이 남겨준 인격자이며 존경받는 대학자로 제2차 세계 대전 당시 런던 공습 중에도 역사 강의를 계속하는 등 가슴이 뜨거운 사람이다. 주류 역사학계로부터 이단시되는 <유럽문명 도나우 기원설>을 뒷받침하기 위해 발굴조사에 온 힘을 기울이나 동서 냉전으로 단념해야 했다. 타이치는 못다이룬 스승의 꿈을 이루기 위해 모든 것을 걸었다.
허드슨(ハドソン)
한국판 성우 : 故 김병관(1943 ~ 2017)
런던 경시청 전직 형사. 타이치와는 수사 중 알게 됐다. 정년퇴임 후에는 다니엘의 탐정사무소에 나와 일하고 있다. 최종편인 루마니아 편에서 사건에 휘말려 희생된다. 완고한 노년신사로서 트러블메이커. 다니엘이나 챨리도 한 수 접어주는 인물이다.
패넘 부인(Mrs．パーナム)
호기심 왕성한 극성 아줌마. 참견을 좋아해 어떤 사건의 목격자로 타이치 사무실과 연을 맺은 후 가끔 사무실에 들려 수다를 떨다간다. 타이치가 곤란할 때가 많지만 가끔 예리한 말을 해 사건 해결의 실마리를 주기도 한다. 타이치를 못미덥게 생각하며 늘 그를 '반토막'이라 부르나 자신에게 곤란한 일이 있을 때마다 타이치 밖에 의지할 데가 없다. 맨날 밥타령인 남편에게 저녁밥을 차려줘야 된다면서 집에 간다고 인사도 없이 나가버릴 때가 많다. 험프리 보가트의 팬이다.
동독에서 온 남자(東側から来た男)
신원미상. 새총을 주무기로 하는 킬러. 어떤 사건으로 타이치 일행을 습격한다. 소련의 군대 유술을 몸에 익힌 동구권 스파이로 추측된다. 타이치에게 반격을 당해 부상을 입은 적이 있어, 그 복수를 하기 위해 다시 타이치의 앞을 막아선다.

## 참고 문헌
- KATSUSHIKA HOKUSEI; 나가사키 타케시; 스튜디오 넛츠 글; 우라사와 나오키 그림; 강동욱 역 (2012년 6월 15일). 《完全版 MASTERキ―トン(전 12권)》. 초판발행. 대원씨아이. ISBN 9788925297408.